# Фу Вэньцзюнь
Фу Вэньцзю́нь (кит. 傅文俊 родился в 1955) – современный китайский художник, выпускник Сычуаньского института изобразительных искусств. В основном работает в жанрах фотографии, инсталляции, скульптуры и масляной живописи, а также создал концепцию «цифровой живописи абстрактной фотографии».

## Биография
Работы Фу Вэньцзюня воплощают собой его мысли и отношение ко многим проблемам, связанным с Восточной и Западной историей, культурой и народами, включая отношения между разными культурами в эпоху глобализации, наследие традиционной китайской культуры в быстро меняющемся обществе, процессы индустриализации и урбанизации в китайских городах.
Он проводил сольные выставки в Европейском музее современного искусства (Барселона), в Национальном художественном музее Китая (Пекин), в Музее Старого летнего дворца (Пекин), в Музее современного искусства (Пекин), в штаб-квартире ООН (Нью-Йорк), в Художественном музее Гуандуна (Гуанчжоу) и в других международных художественных пространствах. Его работы были представлены на важных международных экспозициях, таких как Esposizione Triennale di Arti Visive a Roma (Рим), London Art Biennale (Лондон), Biennale Internazionale d’Arte del Mediterraneo (Палермо), Triennale dell’Arte Contemporanea (Верона), 1st Asia Biennial/5th Guangzhou Triennial (Гуанчжоу), XVIII Bienal de Cerveira (Вила-Нова-ди-Сервейра), на выставке NortArd (Бюдельсдорф), а также на параллельной выставке Венецианского биеннале в 2013 году, где он получил награду «Голос незамеченного китайского независимого искусства 1979/Сегодня».
Он обладатель множества наград, включая приз за первое место на Международной биеннале современного искусства в Аргентине, приз «Лучший художник в мире» выставки Tour Eiffel La Grande Exposition Universelle, а также обладатель международной премии «Lorenzo il Magnifico» 10-й Биеннале во Флоренции.
Его работы  хранятся в Европейском музее современного искусства, в Национальном художественном музее Китая, в Музее современного искусства (Пекин), в Музее Старого летнего дворца, в Токийском городском художественном музее, в музее Dazu Grotto, в Художественном музее Чунцина, в Художественном музее Гуандуна, во французском музее Société Nationale des Beaux Arts, в музее Ahmed Shawki в Египте. Находятся во владении семьи Кеннеди, Комиссии народов мира ООН и других важных организаций и коллекций.

## Подборка сольных выставок
- «Снова на сцене — Выставка цифровой живописной фотографии Фу Вэньцзюня» (Чунцин, музей изобразительных искусств, 2019 г.) “Again Enter the Scene --- Fu Wenjun Digital Pictorial Photography Exhibition” (Chongqing Art Museum, 2019)[2]
- “Цифровая кисть: Искусство фотографии Фу Вэньцзюня» (Университет Гонконга, Гонконг, 2019 г.) The Photographic Process of Fu Wenjun” (The University of Hong Kong, Hong Kong, 2019)[3]
- «Разве это фотография — персональная выставка цифровой живописной фотографии Фу Вэньцзюня» (Центр искусств Dairy Arts Center, г. Боулдер, 2018 г.) “Is It Photography – Fu Wenjun Digital Pictorial Photography Solo Exhibition” (Dairy Arts Center, Boulder, 2018)[4]
- «Фу Вэньцзюнь: стиль «свободной руки», представленный в цифровой пикторальной фотографии» (Сичуанский институт изобразительных искусств, Чунцин, 2017 г.) Ways of Xieyi Presented in Digital Pictorial Photography” (Sichuan Fine Arts Institute, Chongqing, 2017)
- «Самонаблюдение души. Художественное выражение в цифровой портретной фотографии Вэньцзюня Фу» (Европейский музей современного искусства, Барселона, 2017)[5]
- «Гармония в разнообразии – цифровая фотографическая живопись Фу Вэньцзюня» (Национальный художественный музей Китая, Пекин, 2017)[6]
- «Созерцательные изображения – выставка абстрактной фотографии Фу Вэньцзюня» (Художественный музей Гуандуна, Гуанчжоу, 2015)
- «Фотографический рассказ – сольная выставка концептуальной фотографии Фу Вэньцзюня» (штаб-квартира ООН, Нью-Йорк, США, 2015)
- «Графическое изображение души» (Музей Старого летнего дворца, Пекин, 2010)
- «Выставка формальностей» (Музей современного искусства, Пекин, 2010)

## Подборка совместных выставок
- Выставка фотографий, организованная Международной ассоциацией дилеров произведений фотоискусства (AIPAD) (Нью-Йорк, США, 2019 г.)

The Photography Show presented by AIPAD (New York, USA, 2019)
- Палм-Бич: модерн + современное искусство (Палм-Бич, США, 2019 г.) Palm Beach Modern + Contemporary (Palm Beach, USA, 2019)
- Изобразительное искусство Майями (Майями, США, 2018 г.) Art Miami (Miami, USA, 2018)
- Биеннале современного искусства в Салерно (Салерно, Италия, 2018 г.)
- Biennale d’Arte Contemporanea di Salerno (Salerno, Italy, 2018)
- Изобразительное искусство Азии (Конгрессно-выставочный центр Гонконга, Гонконг, Китай, 2018 г.)
- Fine Art Asia (Hong Kong Convention and Exhibition Center, Hong Kong, China, 2018)[7]
- Фотоярмарка в Шанхае (Шанхайский выставочный центр, Шанхай, Китай, 2018 г.)
- Photofairs | Shanghai (Shanghai Exhibition Center, Shanghai, China, 2018)[8]
- Международная биеннале изобразительного искусства в Кьянчано-Терме (Музей изобразительного искусства в Кьянчано-Терме, Италия, 2018 г.) * * International Art Biennale (Chianciano Art Museum, Chianciano, Italy, 2018)[9]
- Выставка-ярмарка современного искусства (ARTMUC) (Немецкий музей, Мюнхен, Германия, 2018 г.)
- ARTMUC (Deutsches Museum, Munich, Germany, 2018)[10]
- Мировое изобразительное искусство (Дубай, ОАЭ, 2018 г.)
- World Art Dubai (Dubai, the UAE, 2018)[11]
- Национальная Биеннале (Скуола Гранде делла Мизерикордия, Венеция, Италия, 2018 г.)
- Biennale delle Nazioni (la Scuola Grande della Misericodia, Venice, Italy, 2018)
- Международная передвижная выставка знаменитых китайских художников (Музей Российской академии художеств, СПб, Россия, 2017 г.)
- International Moving Exhibition of Famous Chinese Artists (Museum of the Russian Academy of Arts, St Petersburg, Russia, 2017)
- Esposizione Triennale di Arti Visive a Roma (Рим, Италия, 2017)[12]
- London Art Biennale (Лондон, Великобритания, 2017)[13]
- Biennale Internazionale d’Arte del Mediterraneo (Палермо, Италия, 2017)[14]
- Triennale dell’Arte Contemporanea (Верона, Италия, 2016)
- 1st Asia Biennial/5th Guangzhou Triennial (Художественный музей Гуандуна, Гуанчжоу, 2015)
- XVIII Bienal de Cerveira (Вила-Нова-ди-Сервейра, Португалия, 2015)
- Nord Art 2015 (Бюдельсдорф, Германия, 2015)
- Photo Shanghai (Шанхайский Выставочный Центр, Шанхай, 2014)
- Голос незамеченного китайского независимого искусства 1979/Сегодня (Венецианская биеннале, Венеция, 2013)
- Концептуальное возобновление: Краткая история китайской современной фотографии (Художественный музей Си Шанг, Пекин, 2012)
- 4-я Гуанчжоуская Триеннале (Художественный музей Гуандуна, Гуанчжоу, 2012)
- Salon des indépendants (Большой дворец, Париж, 2010)
- Welding – Международный тур выставки современного китайского искусства первого десятилетия 21-го века (Муниципальный музей, Гаага, 2010)
- 35-я Японская международная выставка художников AJAC (Художественный музей Йокогамы, Йокогама, 2009)

## Некоторые художественные проекты
- «Неуместность (Misplacement)» 2017-2018

Свой творческий жанр Фу Вэньцзюнь назвал цифровой пикториальной (живописной) фотографией». Этот термин был найден им в процессе переосмысления традиций, положенных в основание различных направлений фотоискусства.
Он создает совершенно новые формы эстетического наслаждения за счет включения в творческий процесс элементов художественных средств из смежных областей искусства. Художник использует различные виды искусства, соединяя их и создавая в результате такого синтеза уникальные и монументальные произведения, которые выходят за рамки простой фиксации изображения средствами фотографии. В его работах слиты воедино утилитарность искусства фотографии с эстетической природой других форм изобразительного искусства. При комбинировании средств фотографии и других направлений искусства открываются возможности их взаимодополнения. Благодаря этому Фу Вэньцзюню удается в своих произведениях в очень доступной форме выразить, казалось бы, невыразимые смыслы, которые побуждают задуматься об истории и о человеческой природе.
При работе над произведениями, выполненными в жанре цифровой пикторальной фотографии Фу Вэньцзюнь прибегает к приемам декомпозиции и восстановления. Критик Катарина Кью (Katharine W. Kuh) полагает, что искусство модерна деструктивно по самой своей сути. Она считает, что для произведений искусства эпохи модерна характерны следующие черты: разорванная явь, мешанина красок, рассыпанная композиция, распавшаяся форма и раздробленные образы. С момента зарождения искусства модерна разрушения не избежала ни одна из составных частей художественного произведения, включая свет, цвет, краску, форму, линию, пространство, поверхность живописных произведений и расположение изображаемых объектов. Искусство модерна всегда делало акцент на разрушении, но это не говорит о его отказе от правил. Напротив, оно пытается заложить новые правила. Иными словами, разрушение – одна из форм возрождения. Используя этот прием, художник анализирует, увеличивает и выделяет такие аспекты, на которые в прошлом люди не обращали внимания, нагружая их богатыми и сложными смыслами. (Мао Цююэ, ученый-постдокторант Чжэцзянского Университета и младший профессор Университета Тунцзи.)
- «Цифровая абстрактная живопись» 2016-2017

«Серия работ Фу Вэньцзюня «Цифровая абстрактная живопись» достигает эффекта абстрактной живописи с помощью наложения нескольких фотографий друг на друга. Обычно художник может превратить реалистичную работу в абстрактную благодаря техникам вычитания и извлечения. Однако Фу Венджунь применяет противоположные техники, создавая абстрактные работы при помощи наложения и накопления. Благодаря использованию этих техник, цифровые картины Фу Венджуня отличаются особой глубиной и насыщенностью, так же как и многослойные картины маслом, которые оставляют неувядающее послевкусие у зрителей. Под влиянием опыта работы с маслом на раннем этапе творческой карьеры, Фу Вэньцзюнь использует фотографию для создания эффекта масляной живописи. В отличие от многих художников, он не использует фотографию для того, чтобы содействовать созданию масляной картины, а показывает лучшее, что есть в масляной живописи через фотографию», – Пэн Фэн, профессор в Пекинской школе изобразительных искусств и куратор китайского павильона на 54-й Венецианской биеннале, куратор выставки «Гармония в разнообразии – цифровая фотографическая живопись Фу Вэньцзюня».
- «Гармония в разнообразии» 2016-2017

«Проект «Гармония в разнообразии» может считаться версией «Ветра из вчера», в котором Фу Вэньцзюнь заменил Евфратский тополь на наложение изображений античных Западных скульптур и древней китайской живописи. Таким образом диалог между природой и цивилизаций эволюционировал в диалог между китайской и Западной культурой. Очевидно, что они представляют два совершенно различных эстетических идеала; западные скульптуры гонятся за совершенством формы, в то время как китайская живопись превозносит свет и неосязаемый дух. Тем не менее, благодаря технике наложения, использованной Фу Вэньцзюнем, не кажется, что они находятся в дисгармонии. Художник интерпретирует гармонию особым способом как разнообразие, что отражает мудрость, которая, делая вклад в постоянное развитие китайской цивилизации, может развязать тугой узел культурных различий и столкновения цивилизаций», – Пэн Фэн, профессор в Пекинской школе изобразительных искусств и куратор китайского павильона на 54-й Венецианской биеннале, куратор выставки «Гармония в разнообразии – цифровая фотографическая живопись Фу Вэньцзюня».
- «Ветер из вчера» 2016-2017

Концептуальная фотография проекта «Ветер из вчера» представляет схожий конфликт. Изображение евфратского тополя – дерева, растущего в северо-западном Китае – демонстрируется на странице, сделанной при помощи ксилографии в эпоху династии Лю Сун. Смотрящие на фотографии могут почувствовать жизненность, которая  сохранялась в течение тысячи лет. Правда заключается в том, что увядшие евфратские тополя продолжают упорно стоять в пустыне. Китайцы считают, что ксилография из «Книги Сун» является бесценным культурным наследием из-за того мастерства, с которым она была сделана. Две – на вид безжизненные – древние формы возвращаются к жизни при помощи наложения, которое передает эстетическое намерение постмодернизма. История не всегда является тяжелой и мрачной – она также может быть свежей. Художник запечатлевает проблеск истории, но его цель обратить наше внимание к будущему.
- «Пост-индустриальная эра» 2015

«Пост-индустриальная эра» состоит из пяти колес, показывающих фотографии и одно видео. На фотографиях изображены фабрики Чунциня, сделанные в ранних 2000-х годах для того, чтобы «запечатлеть экономические и социальные изменения в городе».
Сама эта работа является процессом, переходом из индустриальной эры в цифровую. Маленький цифровой чип может содержать тонны информации, часть которой может быть правдивой, а часть – ложной. Так же, как с процессом индустриализации, величие здесь идет бок о бок с уродством.
- «Созерцательные изображения» 2014-2015

В этой работе Фу Вэньцзюнь рассказывает нам при помощи идиоматических изображений о вопросах, старых как история человечества. Сомнения и факты, которые владеют вниманием людей с древних временем, но которые в то же время являются частью настоящей реальности. Реальности, чье существование подтверждается при помощи использования мистических знаков, грубо проецируемых и проигрываемых, но при этом сохраняющих целостность. Мы говорим о знаках, которые отпечатались в коллективном бессознательном. Это значит, что помимо их исторической ценности, они также имеют абсолютное бессознательное существование в неиспорченных умах.
- «Тотем» 2012

«Благодаря использованию новейших техник мультимедийного монтажа, эта работа производит невероятный визуальный эффект. Мультимедийный художественный язык делает формат передачи изображения отличным от его оригинальной формы, таким образом изменяя отношения между субъективным зрителем и объективной фотографией», – Ло Ипин, куратор Художественного музея Гуандуна.
- «История Экспо Парка» 2013

В 1900-м Альянс восьми держав (Великобритания, Россия, Германия, Франция, США, Япония, Италия и Австрия) вторгся в Китай, что привело к трагедии, случившейся в Летнем дворце. Более чем сто лет спустя они снова пришли в Китай и построили свои национальные павильоны в Шанхайском Экспо Парке. В этой работе руины Летнего дворца противопоставляются этим павильонам; открытая тетрадь выглядит как учебник по истории, рассказывающий о великих изменениях. Она показывает, что тяжелый культурный груз спал с плеч Китая, сформировал новое национальное и культурное отношение, уверенность в себе при помощи контакта с новым миром.
- «Чтение мыслей» 2010-2011

Технология радиографии используется для имитации изображения человеческого черепа, чтобы показать идеи в человеческой голове. Буддистские скульптуры занимают место ткани головного мозга, совмещая вымышленное и реальное.

## Внешние ссылки
- Fu Wenjun’s Website (недоступная ссылка)
- Voice of the Unseen
- Nordart 2015
- China Daily: When photographs look like paintings
- Chinese artist Fu Wenjun’s “digital painting photography” at the National Art Museum of China, Beijing – in pictures